# Мотижин
Моти́жин — село Макарівської селищної громади Бучанського району Київської області.
Храм  — 6 травня, на Святого Георгія. День Мотижина.

## Етимологія
Перекази старожилів XIX-ХХ ст. досі — з уст в уста — підживлюють народну етимологію топоніма Мотижин. Мовляв, князь, палац якого знаходився у Білгороді, в жнива найняв смердів скосити жито за десятину. Себто 9 снопів — йому, 1 — собі. Женці схитрували: князівські в'язали напівпорожніми, а свої набивали дощенту.
І якось приїхав князь. І зиркнув на снопи. І запримітив нечисте. І сказав громогласно:
— Моти — женці!
Від того й пішла гуляти назва Мотижен-Мотижин.
Інша версія не менш популярна в народі — суто хліборобська: топонім Мотижин походить від назви засобу праці — мотики-мотиги.
Із точки зору лінгвістичної компаративістики, корінь мотиг-мотиж- означає в багатьох прадавніх індоєвропейських мовах джерело, витік, почай. Згідно з висновками співавторів академічної монографії «Гідронімія України в її міжмовних і міждіалектних зв'язках» І. М. Желєзняк, А. П. Корепанової, Л. Т. Масенко, А. П. Непокупного, О. С. Стрижака, З. Т. Франко, в праісторичну добу закономірністю було перенесення назв річок на поселення.
Дійсно, в Мотижині бере початок річка Буча, що живиться джерельними водами. Вочевидь, у часи Трипільської цивілізації, курганної культури чи будівництва Змійових валів (IV—I тис. до н. е.) це й сталося.
Отже, спираючись на мертві мови (санскрит, латину, староболгарську) і на живі (литовську, норвезьку, шведську), можна трактувати Мотижин як Джерельний або Почайний.
Достатньо послатися на «Санскритсько-російський словник» В. О. Кочергіної, «Латинсько-український словник» В. Д. Литвинова, балтійські, скандинавські джерела, — вони загальновизнані у світі як абсолютно наукові.
Укладачі «Полного собрания русских летописей» передали звук «о» через «у» тому, що в старослов'янській мові він позначався «омегою», тобто дифтонгом. Отже, початок топоніма можна було читати і як «Мо-», і як «Му-». Крім того, в польській мові, яка панувала на теренах України в добу Речі Посполитої, це «у» — аналогія: «Кіюв», але «Кійова».

## Історія

### Неоліт і бронзова доба
У 1892 році археолог Вікентій Хвойка відкрив на вулиці Кирилівській у Києві невідому культуру. Це стало європейською сенсацією й предметом обговорення в елітарних колах України і всієї Російської імперії. У результаті хлібороби навколишніх сіл стали передавати вчителям, священикам, поміщикам численні керамічні пам'ятки.
Після розкопок на окраїні с. Трипілля В. Хвойка назвав унікальну хліборобську культуру Трипільською. Залишки керамічних пам'яток IV тис. до н. е. були виявлені й у Мотижині. Це сталося біля озера Київського.
Таким чином, цивілізовані хлібороби мешкають на мотижинських теренах близько 6 тисяч років.
Археологи знайшли на околицях Мотижина також артефакти пізнішої, курганної культури — ІІ-І тис. до н. е.

### Змієві вали і доба Русі
За вулицею Шлях збереглися залишки Змійового валу, який тягнеться від річки Ірпінь до Здвижа. Це західний рубіж охоронної системи навколо Києва, загальна протяжність якої становить понад 800 км. Як не дивно, під час Другої світової війни саме Змійові вали стали першою лінією оборони столиці України. Тому вони осунулися, а то й зовсім знівелювалися.
- Змієвий Вал, Городище (літописний Мутижир). Мотижин, зах. частина села на підвищеному краю ставка

На теренах усієї Київщини до Змійових валів примикають городища-кріпості. Одне з них розташоване в центрі Мотижина.
У 1969 р. першовідкривач цієї захисної системи доцент, кандидат фізико-математичних наук, Аркадій Бугай передав зразки обгорілої деревини, взяті з основ валу за Шляхом і древнього городища, в лабораторію абсолютного часу Інституту археології АН СРСР. На початку 70-х рр. він оприлюднив результати радіовуглецевого аналізу, який фіксує час розпаду атомів і дрібніших часток — той самий час, який неможливо ні прискорити, ані зупинити чи бодай призупинити: 50-й рік до н. е.
За висновками Аркадія Бугая, опублікованими в 2-му виданні Української радянської енциклопедії, Змійові вали будувалися не спорадично, а системно. Довкола центру, котрий пізніше зафіксований у писемних пам'ятках Риму, Візантії, Вірменії, Скандинавії і, власне, Русі як Київ.
Отже, за історико-археологічною теорією 2000-літнього творення Київської держави, Мотижин уже на рубежі І тис. до н. е. — І тис. н. е. був форпостом на шляху з Центру на Захід прадавньої України, яку еллінські, римські, візантійські хроністи й історики називали Скитією або Скіфією.
Перша писемна згадка про Мотижин зафіксована в 1161 р. Мутижир (напевно, переписувач літопису помилився з написом назви Мотижин) первісно згадується в Іпатіївському літописі. Це вже був град, місто на підступах до князівської резиденції — Білгорода, нинішньої Білогородки. Саме цю дату засвідчили Микола Карамзін в «Історії держави Російської» та Сергій Соловйов у кн. І «Історія Росії з найдавніших часів» 18-томного зібрання своїх «Творів».
Варяги називали Русь Gårdarike, тобто «Градокраїною». Це засвідчено у «Vinland Sagas» — норманських сагах. Індоєвропейський корінь «гард» означає «град», «город», а також «городище», себто «кріпость», «фортеця».
Старожили досі називають вулицю Шевченка етимологічно по-варязьки — Гардабаловою або Гардабеловою. Тобто «Градською», «Городською».
Це підтверджує археологічні та літописні дані: Мотижин у великокнязівську добу був одним із міст Гардаріки, Країни Міст — добре укріпленим градом, городом. Не випадково в часи Речі Посполитої і Московії та Російської імперії він мав офіційний статус містечка.
Місто було зруйноване ордою монголотатар у 1240 р.

### Епоха Відродження
Але, як і Київ та Білгород, град Мотижин вижив і відродився. Про це свідчить одна з найперших українськомовних п'єс «Трагедія руська», написана на рубежі XVI—XVII ст. латинською графікою. Гіпотетично її автором є драматург Убишевський.
Дія знакового твору доби Відродження, відкритого патріархом української філології професором Василем Яременком у Національному інституті словацької культури, розгортається в Білгороді та Мотижині. Це конфлікт між попом і попадею.
Надзвичайно цікаво, що арбітром виступає король Речі Посполитої в своїй східній резиденції. Це явно не православний Білгород. Тож залишається припускати, що у XV ст., зважаючи на підсумки Флорентійської унії 1439 р., королівським осідом був Мотижин.

### Період Гетьманщини
З початку XVI ст. Мотижин разом із поселенням Борисовом належав київським землевласникам Івашенцевичам-Макаревичам, герба Лис.
У липні 1768 р. мотижинські надвірні козаки приєдналися до повстанського війська Івана Бондаренка.
З 1778 р. Мотижином володів рід Шимановських.
Дерев'яна церква св. Георгія була побудована в 1822 р. На її місці стояла колись греко-католицька церква, що зазначено в 1775 році у грамоті власника Мотижина князя Антонія Любомирського, де, зокрема, мовиться:

| У виконання моїх побажань, повідомляю, що в моїх спадкоємних угіддях діє церква в містечку Мотижині, називана св. Георгія, у яку я маю намір призначити викладати Закон Божий і шляхетні звичаї чемного Григорія Клобановського як повітового патрона... |
| — з грамоти князя Антонія Любомирського, власника Мотижина. 1775. |

Георгіївська церква, відома в Центральній Європі не лише архітектурним стилем бароко, а й шедеврами доби Просвітництва, була зруйнована в 20-х роках XX ст. в дусі «розстрільного» листа Леніна Молотову (1922) щодо фізичної ліквідації священників, пограбування храмів і знищення цих пам'яток європейської культури.
Проте, завдяки невідомим патріотам, деякі мотижинські скарби вціліли. В Національному музеї образотворчого мистецтва України виставлена унікальна ікона невідомого автора «Христос у точилі» з Георгіївської церкви Мотижина.
Варто додати: метричні книги, клірові відомості, сповідні розписи церкви св. Георгія містечка Мотижина Київського повіту Київської губернії зберігаються в Центральному державному архіві України.
У 1812 р., згідно із щоденником Стендаля та дослідженнями Собуля і Манфреда, маршали запропонували Наполеонові вторгнутися в Російську імперію Старим Шляхом: Львів — Новоград — Житомир — Мотижин — Білгород — Київ. Затим проголосити звільнення українських селян від кріпацтва і за їхньої підтримки рушити на Москву. Верховний головнокомандувач самовпевнено вирішив наступати по Смоленському тракту. Й у кінцевому підсумку програв.
Історія не знає умовного способу, але все-таки можна припустити, що спадкоємці Северина Наливайка та Івана Бондаренка — мешканці Наливайківки, Макарова, Грузького, Мотижина, Білгорода (Білогородки) — підтримали б Наполеона у війні проти Московії.
У 1830 р. в Мотижині відбулося таємне зібрання організаторів Першого польського повстання. Місцеві селяни, як і всієї Півночі України, Білорусі, Литви, Польщі, брали участь у цій революції, жорстоко придушеній імператором Миколою І Чавунним і ганебно оспіваній О. Пушкіним у поезії «Бородінська роковина».
Здавалося б, парадокс: мотижинські та інші кріпаки підтримали польську шляхту. Суть полягає в тому, що вони сподівалися на відміну кріпосного права — в разі спільної перемоги пригноблених етносів, станів, конфесій над «імперією зла», як через півтора століття назвав Росію Р. Рейган.
У 1840 р. Шимановський продав Мотижин разом із кріпаками поміщиці Сулимі. Від неї Мотижин успадкувала генеральша Ловцова. У 1859 р. він перейшов до її племінниці Марії Кандибової, у шлюбі — генеральші Савицької.
За офіційними даними 1845 р., населення містечка Мотижина становило 1197 осіб. Селяни поділялися так: тяглові, піші, городники, бездомні. На відміну від польських, російські поміщики, які заволоділи тут землями і ревізькими душами, вороже ставилися до української мови та культури.

| Мотижин — містечко над рікою Буча, Київського повіту, у 45 верстах від Києва, у 2 верстах від Копилова, на так називаній старій Радомишльській поштовій дорозі, чисельність населення становила — 1570 чоловік православних і 330 євреїв (станом на 1864 рік) та відповідно 2304 православних, 3 уніати, 147 євреїв (на 1887 р.). До нинішніх часів збереглися руїни тутешнього древнього городища, оточеного валами і ровом, що, мабуть, заповнювався водою, проте не збереглись перекази про древнє городище. |
| — Лаврентій Похилевич |

У 1860 р. в Мотижині відкрито церковнопарафіяльне училище.
У 90-х рр. XIX ст. в центрі села побудовано нове приміщення школи на три класні кімнати, з квартирами для вчителів. Відкрито двокласну школу, де навчалося 120 учнів, серед яких були й діти із навколишніх сіл: Фасової, Людвинівки, Копилова.
У Мотижині тривалий час зберігались унікальні писемні пам'ятки часів Запорізької Січі та Гетьманщини XVII—XVIII ст. У 1890 р. в Києві вийшла книга «Мотижинський архів», яка складається з двох частин: документів козацького родоводу Сулим і Переяславського полку. Збірка набула всеукраїнського розголосу, перевидавалася й стала одним із найважливіших джерел до історії боротьби за незалежність України.
У 1900 р. в Мотижині мешкало 3384 особи. Основними власниками землі були поміщик Савицький і піп Ходинський.
У 1902 р. тут, як і по всій Україні, вибухнув селянський бунт, придушений донськими козаками. Десятьох мотижинців губернатор заслав у Сибір.
Незважаючи на «столипінські краватки» 1905—1907 рр. (численні повішення повстанців за рішеннями військових трибуналів), мотижинці в 1908 р. вчергове збунтувалися. На втихомирення обділених земельною реформою селян у село вдерся кінний загін тих самих донців. Організаторів протесту Тимофія Радченка та Лукаша Баришпольця заарештували, віддали під суд і заслали, висловлюючись ідіомою Тараса Шевченка, в «Сибір неісходиму».
У 1911 р. за Змійовим валом і на Лисій горі — одній із найвищих точок Київщини — були проведені воєнні маневри Київського військового округу. В них узяла участь навіть авіація — із Києва, С.-Петербурга і Севастополя. Навчання контролював імператор Микола II. Охоронні заходи були безпрецедентними: заборонялося будь-кому виходити здому вздовж маршруту царя та його свити (Київ — Святошин — Копилів — Мотижин).
За карколомними вправами асів фахово спостерігав геніальний київський реалізатор мрії Леонардо да Вінчі про вертоліт — головний конструктор авіавідділення Російсько-Балтійського вагонного заводу І. О. Сікорський. Він згодом, враховуючи ці уроки, створив на базі свого С-2 бомбардувальник «Ілля Муромець» — найефективніший літак І Світової війни. Серійне виробництво цього біплана розпочалося всього-на-всього через 2 роки після мотижинських маневрів.
Урочисте відзначення успіху воєнних навчань перебила трагедія: розслаблені владоможці, військові чини й охорона втратили пильність і в Київському оперному театрі терорист Богров смертельно поранив голову Ради міністрів Петра Столипіна.

### Революція і радянські часи
У 1917 р. селяни вчинили так, як герої «Fata morgana» М. Коцюбинського: спалили поміщицький маєток, знищили парк, розгромили винокурню.
Під час революційних подій 1917—1921 рр. Мотижин побував під владою Тимчасового уряду, Центральної ради, Гетьманату, денікінців, Директорії, поляків, росіян і зазнав жахливої пожежі на вул. Домашенковій, мародерства московитських окупантів, «білого» і «червоного» терорів, репресій, першого в історії радянської України Голодомору.
Село постало з попелу лише в результаті т. зв. НЕПу — нової економічної політики Москви.
Проте й тоді в Мотижині не вщухали протести, як і в усій Україні. Вже воєнні: у 1917—1918 рр. з фронтів І Світової війни додому повернулись озброєні солдати-селяни.
Під час першого Голодомору 1921—1922 рр. в Мотижині стався збройний вибух. Криївка повстанців була обіч Житомирського шосе, на Грабарівці. Та чекісти викрили їх і розстріляли. За переказами довгожителів Мотижина, ватажок повстання Яценко вийшов у вишиванці зустріти смерть.
Так Московія втихомирювала мотижинців. Після цього чекісти (вже ГПУшники-НКВДисти) пред'явили ультиматум демобілізованим: здати зброю або розстріл на місці. Були рознарядки щодо кількості роззброєних селян. Доходило до того, що абсолютно мирні мотижинці змушені були нелегально купувати обрізи, щоб здати їх чужацькій владі.
Таким чином, уже в середині 20-х традиційно бунтівливий Мотижин був обеззброєний. Окупаційна сталінська влада крок за кроком почала запроваджувати свої антиприватницькі, колоніальні порядки, водночас імітуючи рівність і братерство.
У 1923 р. на вул. Гребениковій створили колгосп «Перший Мотижинський», головою якого став К. Г. Гребеник.
У 20-х рр. в селі почала здійснюватись ліквідація неписьменності. У 1924 р. будинок попа Білінського було передано під культосвітні заклади. У 1926 р. в колишньому поміщицькому парку збудовано школу на 357 учнів. Діяли клуб, яким завідував О. С. Тиндик, бібліотека, хата-читальня.
Було відкрито дільничну лікарню. Завідувачкою стала лікарка-киянка І. Г. Вечфінська, родину якої мотижинці врятували від голодної смерті. Вдячні пацієнти, вони з Євбазу завозили картоплини-бурячини в її квартиру № 6 на вул. Халтуріна (Паньківській), 12, а також у квартиру № 13 — рідній сестрі-фельдшерці Ф. Г. Вечфінській.

### Колективізація і Голодомор
У 1929 р. в с. Мотижин проводилася рішуча кампанія нової влади щодо суцільної колективізації села і ліквідації куркульства як класу.
У 1932—1933 рр. Мотижин, як і всю Україну, охопив другий Голодомор. За переказом А. П. Довгича (1915—2005), який улітку 1933 р. повернувся додому після річного навчання в Коростенському робітфаці Київського машинобудівельного інституту, лише на Сухівщанському кладовищі покоїться понад 600 земляків. Скільки мотижинців поховано ще й на Домашенському цвинтарі — невідомо.
У 1934 р. колективізація завершилася створенням чотирьох артілей.

### Друга світова війна

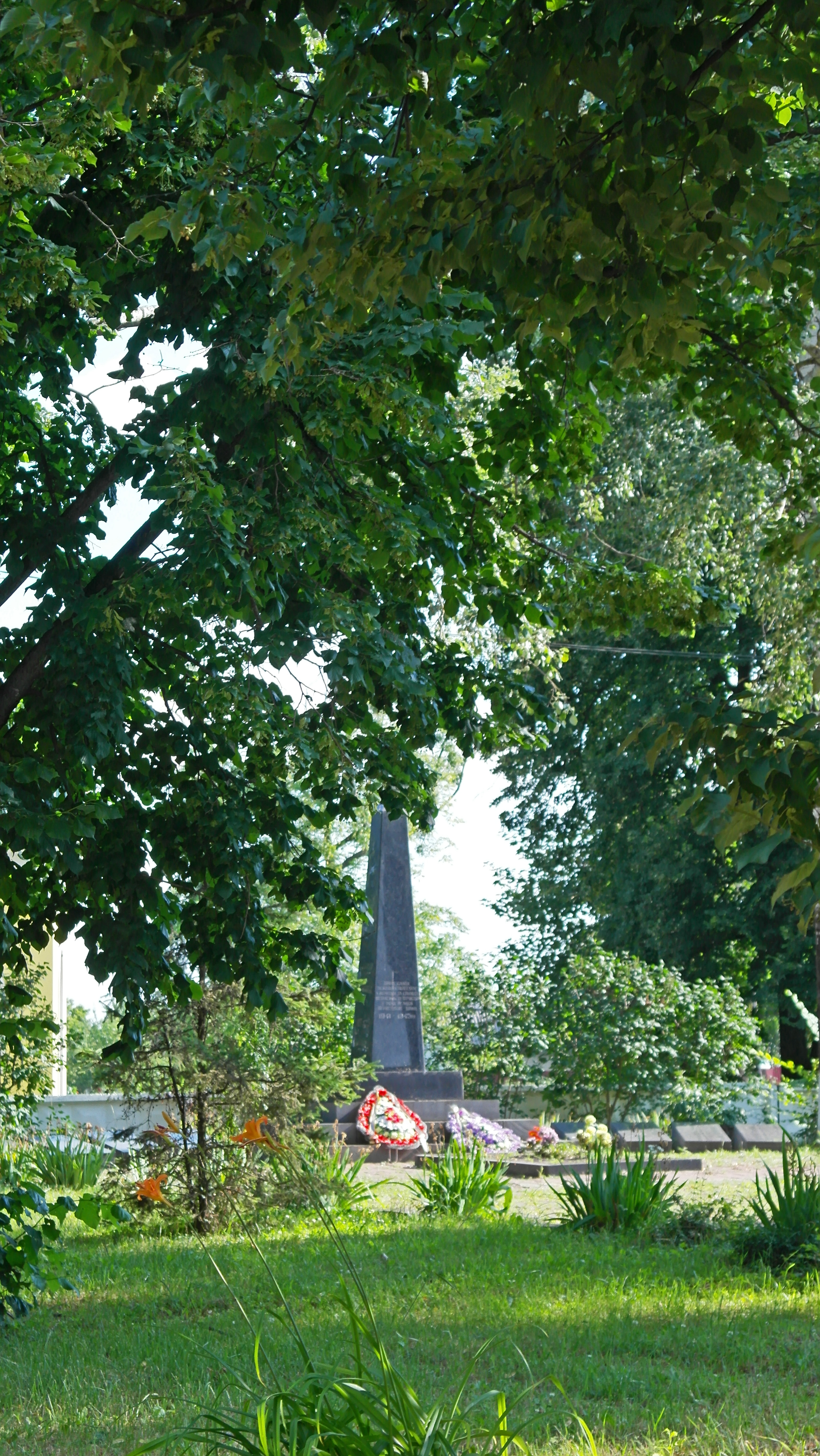
Пам'ятник на честь воїнів-односельців, що не повернулися з фронтів війни, с. Мотижин

З 10 липня 1941 р. по 7 листопада 1943 р. Мотижин перебував у окупації.
З 1939 по 1945 р. сотні мотижинців брали участь у II Світовій війні. Вони нагороджені орденами і медалями. Це, зокрема: повний кавалер ордена Слави Р. Г. Лазнюк; кавалери ордена Слави III-ІІ ступенів О. М. Домашенко (удостоєний також двох орденів Вітчизняної війни II ступеня) та І. К. Петрина; тричі кавалер ордена Червоної зірки М. Г. Литвин; сапер — учасник розмінування Берліна та Потсдама (напередодні зустрічі В. Черчилля, якого змінив новообраний прем'єр-міністр Великої Британії К. Еттлі, Г. Трумена і Й. Сталіна в липні—серпні 1945 р.) М. С. Голик; фронтові розвідники В. М. Біліневич, І. О. Радченко, Ф. Т. Яценко; танкісти О. К. Домашенко, А. К. Петрина, О. Г. Радченко, О. С. Сухенко; оборонець Севастополя В. Т. Снігир, учасник битви за Сталінград І. П. Гребеник (Прокопенко).
На фронтах II Світової війни — від Фінляндії до Китаю та Японської імперії — віддали своє життя понад 450 жителів села. На їхню честь споруджена меморіальна композиція.
У 1946—1947 рр. Мотижин, як і вся Україна, зазнав третього Голодомору. За переказом демобілізованого саме тоді М. С. Голика, навіть фронтовикам, які отримували певні суми за бойові нагороди, доводилося ходити в Гореничі, щоб на овочебазі можна було роздобути продуктову гниль.
Число жертв цього Голодомору, за його словами, — кількасот мотижинців. Як не прикро, доводиться констатувати, за словами нині живих-здорових старожилів, були випадки каннібалізму…

### Післявоєнний час
У 1950 р. 4 артілі об'єдналися в один колгосп — імені Жданова. Головою обрано М. Г. Тишкевича.
Згодом, за головування М. Г. Литвина, господарство стало «мільйонером» (тобто прибутковим) — завдяки, передусім, його ставці на льоновиробництво для одержання високоякісного волокна. Він одним із перших серед колег в області, наприкінці 50-х років, стратегічно усвідомив плюси вирощування льону, а не кукурудзи, культ якої бездумно нав'язувало аграріям найвище керівництво Союзу. Згодом, на початку 60-х це волокно в масштабах усього СРСР посіло 2-ге місце в сировинному балансі текстильної промисловості після бавовни. А в межах Київської області й України — 1-ше.
Господарство в особі М. Г. Литвина, сіючи кукурудзу за Лисою горою для формальних звітів начальству (він навіть попросив художника-любителя М. Славинського сотворити в Будинку культури величезне панно «Ширше дорогу, друзі, гороху і кукурудзі!»), в умовах загальносоюзної фінансово-економічної кризи опинилось у реальному виграші.
В результаті у першій половині 60-х колгосп здав до ладу споруду для дільничної лікарні, якою завідувала Г. І. Борщова; близько 8 км доріг із твердим покриттям, гастроном, управлінські будівлі; реконструював Будинок культури, до якого прибудував сучасне приміщення бібліотеки.
В 1969 р. господарство завершило своєкоштне спорудження 2-поверхової школи на 437 місць і стадіону: це був вінець тривалої реалізації спільного проекту голови колгоспу М. Г. Литвина та її директора В. Ф. Козаченка.
Важливий історико-побутовий аспект: водночас осучаснювався весь повоєнний Мотижин. Упродовж 60-х років будувалися дедалі нові й нові обійстя. До кінця десятиліття в селі не лишилося «шевченківських» хат — під стріхою, із глиняною долівкою.

| Мотижин — село, центр сільської Ради, розташоване за 17 км від районного центру та за 32 км від залізничної станції Бородянка. Населення — 2582 чоловіка. В селі — центральна садиба колгоспу ім. Жданова, який має 4300 га землі, у тому числі орної — 3300 га. Основний напрям господарства м'ясо-молочне тваринництво. Вирощують льон. Колгоспник М. П. Бугайчук нагороджений орденом Жовтневої Революції. У Мотижині є середня школа, 2 бібліотеки, будинок культури. Діє лікарня. |
| — Історія міст і сіл Української РСР, початок 1970-х. |

За переказами місцевих ветеранів футболу, в середині 50-х років на сільгоспроботах у колгоспі імені Жданова був курс КПІ, на якому навчався Валерій Лобановський. Він започаткував ігри студентів проти мотижинців. Рахунки були розгромними — на користь гостей. Але це були уроки як для майбутніх багаторазових чемпіонів району і призерів обласних змагань, так і для керівників села.
М. Г. Литвин став діяльно сприяти розвитку фізкультури і спорту. Завдяки цьому в 60-70-х роках футбольна команда «Колос» стала найсильнішою в районі. У 1971 р. її капітан Анатолій Домашенко визнаний найкращим захисником Київщини. В 1973 р. вона стала «срібним» призером чемпіонату області серед команд однойменного ДСТ.
Чемпіонські традиції «Колос» продовжує протягом останніх десятиліть завдяки багаторічному керівникові команди І. В. Сухенку.
Значною мірою підтримці переможного духу сприяло те, що в Мотижині з 1989 р. до скону (2018) мешкав славнозвісний нападник і тренер «Динамо» О. П. Базилевич, який тактовно консультував футбольну молодь і юнь села. Саме тут знаний у всій футбольній Європі Олег Базилевич роками й десятиліттями вдосконалював свою теорію підготовки футболістів найвищого рівня. Його основним партнером був легендарний Валерій Лобановський, який пам'ятав Мотижин зі своїх студентських років.
Різнопланові успіхи Мотижина були і є результатом злагодженої роботи не лише керівництва села, а і його рядових громадян. Багатьох із них удостоєно державних відзнак. Найвищої нагороди СРСР (ордена Леніна) — І. М. Петренко та О. М. Домашенко.
Героєм війни в Афганістані став мотижинець В. Довгич, який загинув у нерівному бою. На його честь Сухівщину було перейменовано на вулицю Василя Довгича. У ході повернення історичної топоніміки нинішня сільська Рада ухвалила рішення залишити цю назву незмінною.
Упродовж багатьох років учителі А. П. Довгич, О. О. Комашенко, Н. Н. Кравчук, К. А. Петрина, П. Т. Тиндик збирали раритети й створили в школі музей історії села.
У Мотижині живе давня традиція зберігання архівів. Прикметно, що саме тут переховувався записаний на бобіну голос великого поета Василя Симоненка, вбитого в 1963 р. у Черкасах. Ці підцензурні записи в авторському виконанні вийшли у світ лише після відновлення незалежності України.
У 1994 р. колгосп імені Жданова трансформовано в КСП імені Шевченка. Відбулося розпаювання колишніх колгоспних земель.

### Революції в Україні
Під час Помаранчевої революції 2004 року Комітет національного порятунку обрав комендантом Майдану корінного мотижинця Романа Безсмертного.
У розгляді позову щодо фальсифікації результатів другого туру виборів Президента брав участь відомий правник родом із Мотижина — тодішній заступник голови Верховного суду України Віктор Кривенко.
Мотижинці виявили наступальну активність під час Революції гідності 2013—2014 рр. Допомагали матеріально, в критичні дні та ночі лютого чергували на Майдані. Їхній земляк-журналіст Віталій Довгич опублікував у щоденнику «1000 голосів Майдану», зокрема:

| 26.12.13, 11.02. Мобільний Майданчик організували селяни Мотижина Макарівського району Київської області! Що означає «мобільний»? Зібралися в селі Мотижині, поманіфестували проти рейдерства: хочуть традиційного пасажирського обслуговування […] Сіли мотижинці в автобус і вчинили Майданчик у селі Гореничах Києво-Святошинського району — перед офісом цієї самої ТОВаришки голови обладміну Присяжнюка. «Вы для меня — никто!!!» — рявкнула Лобанова селянам. Вони й перенесли свій Майданчик на площу Лесі Українки, 1, до ОДА — облдержадміністрації. |
| — Віталій Довгич, 1000 голосів Майдану, ЄвроАтлантика. 2013—2014 |

### Російсько-українська війна
Після початку російської агресії проти України в 2014 році сільська Рада на чолі з Ольгою Сухенко організувала волонтерську допомогу бійцям АТО, передусім — землякам-мотижинцям.
Сільська Рада сприяла адаптації ветеранів АТО — ООС після повернення їх у Мотижин із російсько-українського фронту.
Від 27 лютого до 28 березня 2022 року село перебувало під російською окупацією, звільнене українськими військами.
Окупанти вбили старосту села Ольгу Сухенко, її чоловіка Ігоря та сина Олександра (колишній футболіст клубу «Чайка»). Їхні тіла та ще близько тридцяти закатованих громадян України були виявлені 2 квітня у лісі біля Мотижина. Серед них був 35-літній волонтер Сергій Кубрушко.

## Населення

### Мова
Розподіл населення за рідною мовою за даними перепису 2001 року:
| Мова       | Кількість | Відсоток |
| ---------- | --------- | -------- |
| українська | 1179      | 97.52%   |
| російська  | 27        | 2.23%    |
| вірменська | 2         | 0.17%    |
| білоруська | 1         | 0.08%    |
| Усього     | 1209      | 100%     |

## Економіка
Одним із найбільших підприємств громади є агрофірма «Київська», створена в Мотижині. Працює хлібопекарня. Поступово розвиваються малий і середній бізнеси.

## Інфраструктура

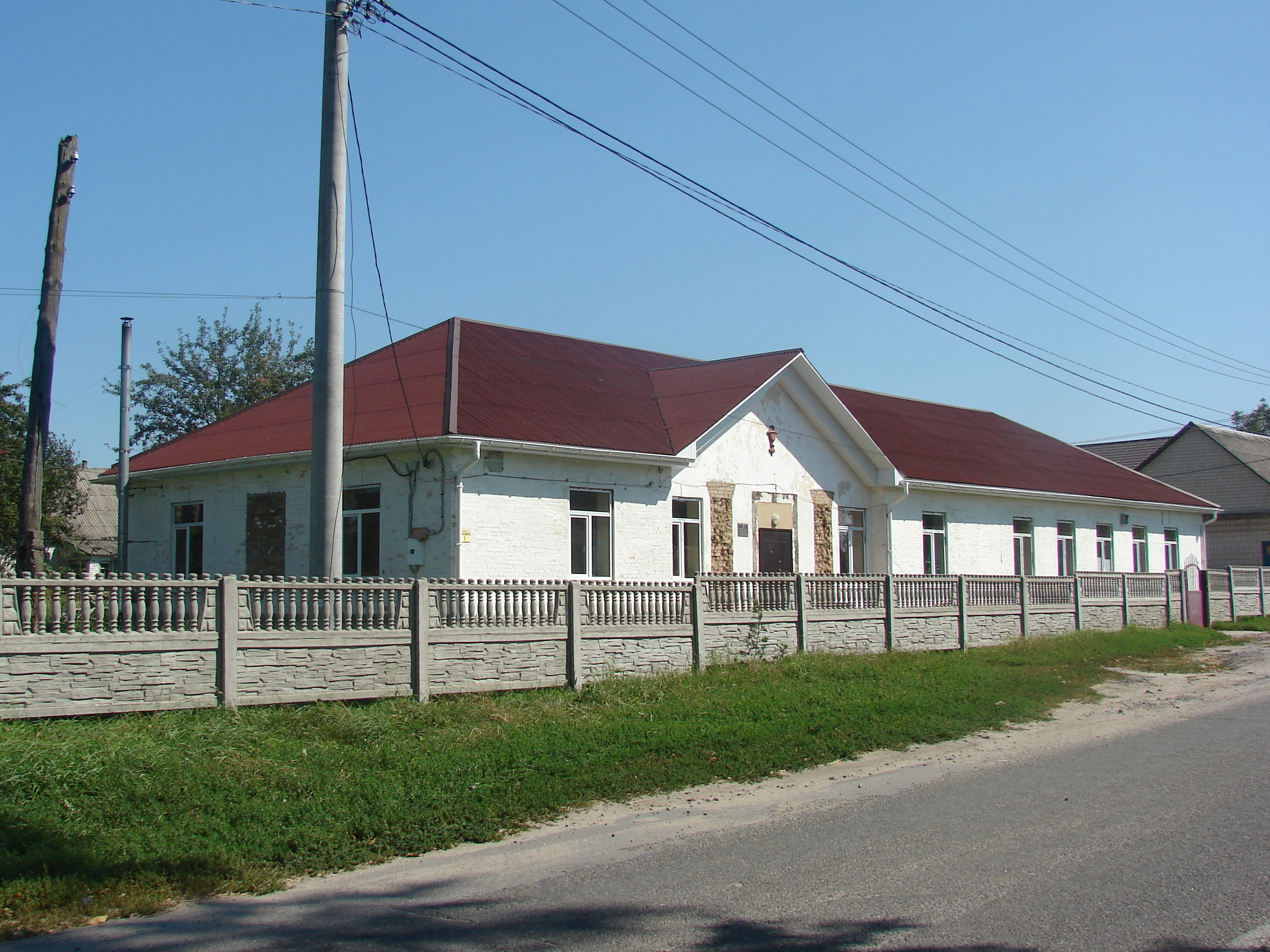
Мотижинська амбулаторія. 2011.

У селі чинні середня школа, дитсадок, Будинок культури, дві бібліотеки, музейна експозиція, шкільний спортзал, стадіон; відділення «Укрпошти» й «Ощадбанку»; медична амбулаторія.
Діють 6 продовольчих і 2 господарчі магазини, 2 кафе.
Мотижин був радіофікований напередодні II Світової війни. Відступаючи, в липні 1941 р. сталінські вояки обрізали проводи, щоб населення нічого не знало про ганебні поразки Червоної армії. Під час окупації ветеран І Світової війни і петроградських революційних подій Трохим Снігир — колишній матрос-зв'язківець Балтійського флоту — таємно слухав Бі-бі-сі на радіоприймачі й першим повідомляв земляків про перемоги червоноармійців під Москвою, Сталінградом, Курськом. До честі мотижинців, ніхто його не видав окупантам.
У 50-х роках проводове радіомовлення було відновлене. Водночас відбулась електрифікація села. Уже в 50-х роках, завдяки прибутковому льоновиробництву колгоспу імені Жданова, у громадських будівлях і домогосподарствах з'явилися телевізори: спочатку КВН (із передекранною лінзою, яку треба було заповнювати гліцеринною водою), а згодом — «Весна», «Дніпро», «Аврора».
Наразі в селі є доступ до інтернету через wi-fi та супутниковий зв'язок.
У 80-х роках заасфальтовано дорогу від траси Київ — Чоп і головні шляхи Мотижина. Згодом асфальтобітумом було покрито переважну більшість вулиць.
Село газифіковане в 90-х роках.

## Історико-туристичні об'єкти
- На околицях Мотижина студенти-археологи мають змогу продовжити розкопки пам'яток Трипільської цивілізації, а також двох курганних груп. На західній окраїні можна відвідати рештки дерев'яно-земляного тулуба Змійового валу. В центрі села привертає увагу т. зв. Вал. Це досить високі залишки складної — з інженерної т. з. — фортифікаційної споруди, яка з прадавніх часів була невід'ємною ланкою оборонної системи довкола Києва.
- У приміщенні школи розташована музейна експозиція, присвячена історії Мотижина від IV—ІІ тис. до н. е. — І тис. н. е. до сучасності.

Заінтриговані праісторією Мотижина, його відвідували знакові постаті історії культури: поет Дмитро Павличко, композитор Олександр Білаш, співаки Діана Петриненко і Тарас Петриненко, Діно Корреа (чилійський митець — однокамерник Віктора Хари, розстріляного Піночетом), археолог Аркадій Бугай, літературознавець Василь Яременко, заслужені майстри спорту Віктор Серебряников і Володимир Мунтян etc.
- За 2 км від Мотижина варто відвідати старовинний парк і пагоду баронів фон Мекків у Копилові, де писав музику геніальний Петро Чайковський. А за 3 км, в Ясногородці, можна відпочити на страусиній фермі та в тамтешньому міні-зоопарку.
- Добропарк

Мотижин, знаходячись в екологічній ніші між автотрасами Київ — Чоп і Київ — Фастів, є ідеальним об'єктом для «зеленого туризму».
Автобусний маршрут Святошин — Мотижин й у зворотньому напрямку діє зранку до пізнього вечора.
Отже, депутати сільської Ради доброзичливо запрошують археологів, етнографів, фольклористів, любителів історії, екологістів на день-два чи на тиждень, а то й на місяць: «Ласкаво просимо!»

## Відомі люди
- Алексєєв Олег Миколайович (народився і мешкав у Мотижині в 20-30-х рр. XX ст.) — головний конструктор Брянського машинобудівного заводу, автор унікального «двигуна Алексєєва» для надводних і підводних морських суден; викладач Брянського інституту транспортного машинобудування
- Базилевич Олег Петрович [1938—2018] (мешкав у Мотижині з 1989 по 2018 р.) — чемпіон СРСР з футболу (1961), володар Кубка СРСР з футболу (1964), Заслужений тренер України, співавтор новітньої методології підготовки футболістів високого рівня; викладач Національного університету фізкультури та спорту
- Безсмертний Роман Петрович [1965] (народився і мешкає у Мотижині) — Надзвичайний і Повноважний Посол України, Народний депутат України II, III, IV, V скликань, співавтор Конституції України; викладач Національного педагогічного університету імені Михайла Драгоманова
- Довгич Віталій Андрійович [1954] (мешкає у Мотижині з 1958 р.) — член Міжнародної федерації журналістів, письменник, співавтор 9-томної «Історії української культури» Національної академії наук України; викладач університету КРОК та Українського інституту підвищення кваліфікації працівників ТБ, РМ і преси
- Домашенко Анатолій Васильович [1952] (народився і мешкає у Мотижині) — член Національного олімпійського комітету України, автор «Кодексу честі олімпійця України»; викладач Національного університету технологій і дизайну
- Кривенко Віктор Васильович [1955] (народився і мешкає у Мотижині) — член Конституційного суду України, Заслужений юрист України
- Лазнюк Роман Григорович (народився і мешкав у Мотижині) — повний кавалер ордена Слави
- Литвин Микола Германович (народився і мешкав у Мотижині) — фронтовик-капітан, кавалер ордена Вітчизняної війни І ст. і чотирьох орденів Червоної зірки; голова одного з найкращих в області колгоспів, нагороджений орденом Трудового Червоного прапора
- Петриненко (за давнім мотижинським прізвищем — Петрина) Діана Гнатівна [1930—2018] — Народна артистка СРСР, лауреат Шевченківської премії, «золотий» голос України; викладачка Національної музичної академії імені Петра Чайковського
- Паламарчук Микола Макарович [1944] (народився у Мотижині) — перекладач-франкофон, письменник.